# Lafitte-Vigordane
Lafitte-Vigordane – miejscowość i gmina we Francji, w regionie Oksytania, w departamencie Górna Garonna.
Według danych na rok 1990 gminę zamieszkiwało 529 osób, a gęstość zaludnienia wynosiła 46 osób/km² (wśród 3020 gmin regionu Midi-Pyrénées Lafitte-Vigordane plasuje się na 569. miejscu pod względem liczby ludności, natomiast pod względem powierzchni na miejscu 981.).